# Sallai Imre

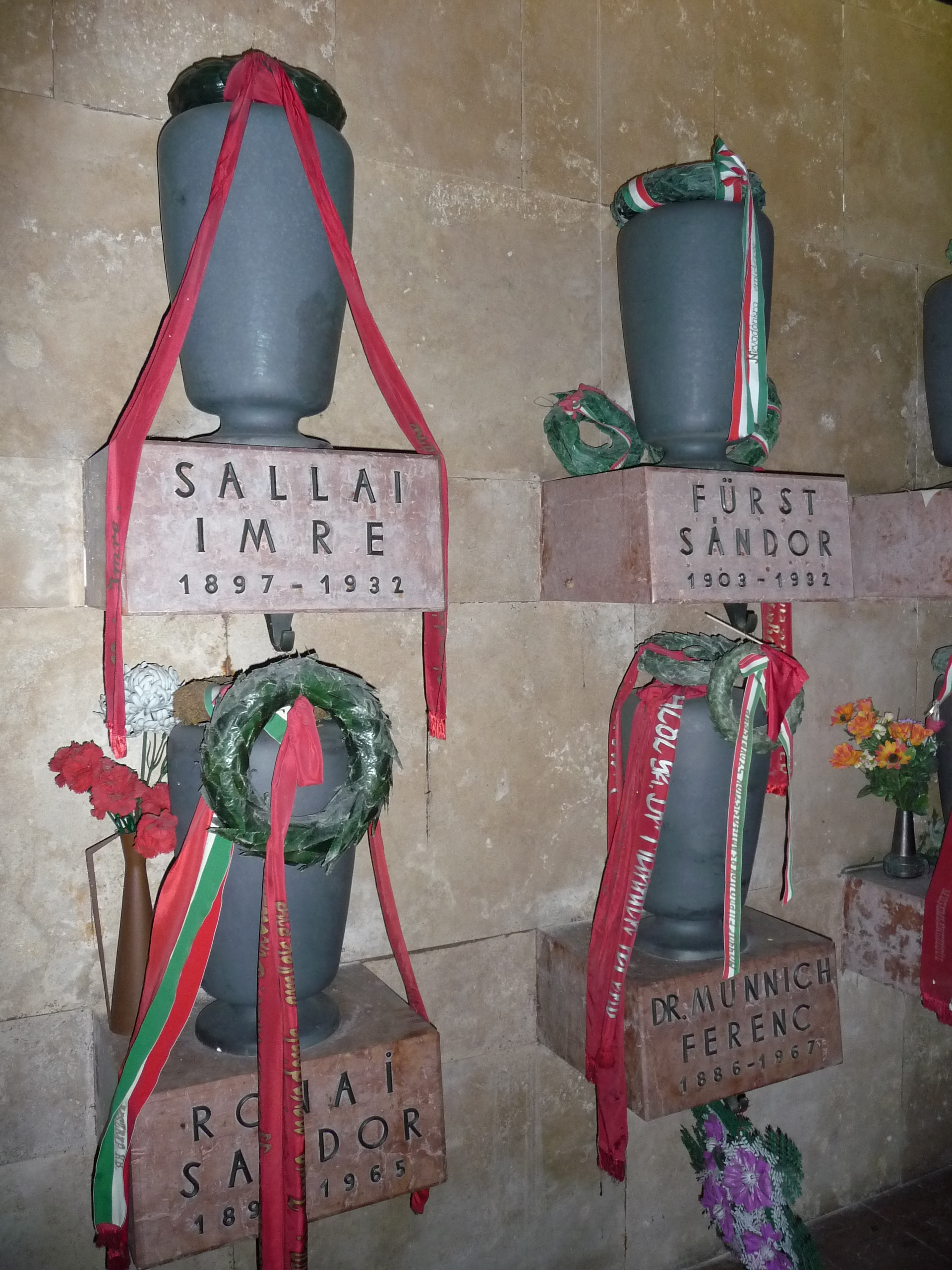
Sallai Imre urnája a Fiumei úti temető Munkásmozgalmi Mauzóleumában

Sallai Imre, tévesen néhol Sallay, 1916-ig Hollender, (Erdőfüle, 1897. december 17. – Budapest, 1932. július 29.) magántisztviselő, mozgalmi vezető, kommunista pártmunkás és politikus. A biatorbágyi merénylet elkövetésével Fürst Sándorral együtt megvádolták, elítélték és kivégezték.

## Élete
Erdőfülén született. A Pénzintézeti Tisztviselők Országos Egyesületének tagja volt. Jó viszonyba került Korvin Ottóval, akivel együtt szerveztek antimilitarista mozgalmat az első világháború alatt (lásd forradalmi szocialisták). 1918. január 1-jén a katonákhoz címzett röpiratokat adtak ki, melyben a szovjet forradalom követésére buzdították őket. Május 6-án letartóztatták és csak az őszirózsás forradalom győzelme után került szabadlábra. A Vörös Katona című lap szerkesztője lett, mígnem 1919 februárjában a többi kommunista vezetővel együtt őt is letartóztatták, s március 19-én engedték szabadon. A Magyarországi Tanácsköztársaság idején a Belügyi Népbiztosság Politikai Osztályán Korvin Ottó helyettese volt, a Tanácsköztársaság bukása után Bécsbe menekült, majd Moszkvába emigrált, ahol a Nemzetközi Vörös Segély kimunkálásában vett részt. Magyarországra küldése Moszkvából Kun Béla javaslatára történt, hogy az illegális kommunista sajtó feladatait dolgozza ki.

## Kivégzése
A huszonkét halálos áldozatot követelő biatorbágyi merénylet elkövetésével a kormány a kommunistákat vádolta meg. (Ennek az volt az oka, hogy találtak egy levelet a romos híd alatt, mely a kapitalistákat fenyegette meg a munkásosztály nevében.) Napokon belül bevezették a statáriumot.
Bár két hónap múlva megtalálták a valódi tettest, Matuska Szilvesztert, Sallait majdnem egy évvel a biatorbágyi robbantás után, 1932. július 15-én elfogták és Fürst Sándorral együtt vád alá helyezték.
Mivel a büntető eljárás halálbüntetéssel is sújtható tett (nevezetesen a "törvényes rend erőszakos megdöntésére irányuló bűntett") miatt indult meg ellenük, a halálbüntetés eltörléséért mozgalmat indított a baloldal. Az ügyben József Attila által megfogalmazott röpiratnak Illyés Gyula a korrektora és egyben az aláírója volt, amiért a későbbiekben perbe fogták.
Sallait és Fürstöt – két hét kínvallatás után – halálra ítélték. A Magyarországi Vörös Segély kampányt indított megsegítésükre, nemzetközi tiltakozás is volt, ám a megmentésükre irányuló kísérletek sikertelennek bizonyultak; az ítéletet 1932. július 29-én végrehajtották. Sallai a bitófa alatt Kun Béla nevét kiáltotta. Sinkó Ervin elmélete szerint Kun Béla a belső pártharcok miatt már eleve azért küldette Sallait Magyarországra, hogy „megszabaduljanak tőle”, ezt akarta akasztásakor közölni.

## Emlékezete
- Derkovits Gyula: A kivégzés című ismert festménye Sallai kivégzésének hírére született meg.[9]
- Radnóti Miklós: Tört elégia című versében így utal a mártírhalált halt Sallaira és Fürstre:[10][11]

két férfi lóg két durva bitón

és apró hajakkal sodrott kötél

foszlik a súlyuk alatt.
- Illyés Gyula: Micsoda alkony című költeménye is a baloldali művészek körében hatalmas felháborodást kiváltó Sallai-Fürst kivégzésre reagál. A költő teljesen azonosul Sallaival és Fürsttel. Azt fejezi ki e versben nagy drámai erővel, hogy ő, "a gyáva" is osztozni szeretne szörnyű végzetükben.[forrás?][12]
- Mesterházi Lajos 1955-ben Az a szép nap című novellájában dolgozta fel a Sallai-Fürst-pert.[13]
- A harcban élen járunk című – eredetileg német – mozgalmi dal magyar szövege úgyszintén megemlékezik az ártatlanul kivégzett két kommunistáról: Sallairól és Fürstről.
- A hamis vádak alapján elítélt két kommunista vezetőről a szocializmus idején számos utcát neveztek el országszerte. A mai Budapest határain belül Fürstre nyolc, Sallaira tíz utcanév emlékeztetett.[14] (Néhány az ismertebbek közül: a fővárosban az újlipótvárosi Tátra utca 1945–1992 között Sallai Imre nevét viselte, a pestszentlőrinci, róla elnevezett utca pedig 2013-ban lett átnevezve Cziffra György utcára.)[15]
- 1973-ban felállítottak egy Sallai–Fürst-emlékművet (Farkas Aladár alkotását), amit azonban a hármas metró Gyöngyösi utcai megállójának építésekor elszállítottak. Holléte azóta nem ismert[16]
- Utca őrzi Sallai Imre emlékét Oroszlányon és Siklóson.[17]
- Sinkó Ervin: Tizennégy nap című regénye is feldolgozza a történteket.[18]

## Kapcsolódó szócikk
- Töreky Géza